# .za
.za ist die länderspezifische Top-Level-Domain (ccTLD) von Südafrika (niederländisch Zuid-Afrika). Sie wurde am 7. November 1990 von der IANA eingeführt und wird heute vom Unternehmen ZA Domain Name Authority mit Hauptsitz in Gauteng verwaltet.

## Eigenschaften
Während andere Second-Level-Domains über 60 Zeichen lang sein dürfen, darf eine .za-Domain nur zwischen drei und 30 Zeichen enthalten. Ungewöhnlich ist auch, dass die Vergabe zwar automatisiert durchgeführt wird, dennoch aber bis zu drei Tage dauern kann. Derzeit können nur alphanumerische Zeichen in einer Adresse genutzt werden, Sonderzeichen als Punycode wurden bis Dezember 2012 nicht unterstützt.

## Schlichtung
Die Vergabestelle von .za war eine der ersten Organisationen, die ein Schlichtungsverfahren für ihre Top-Level-Domain entwickelt hat. Nachdem im Jahr 2006 grundsätzlich die Einführung beschlossen wurde, ist das Prozedere formell im Mai 2007 in Kraft getreten. Es sieht vor, dass anhand klar definierter Kriterien überprüft wird, ob eine Domain möglicherweise die Markenrechte anderer Interessenten verletzt. Ist das der Fall, kann die Domain unter bestimmten Umständen aberkannt und einem anderen Inhaber zugeteilt werden. Die Vergabestelle hob hervor, dass die Schlichtung eine besonders schnelle und kostensparende Klärung entsprechender Probleme ermöglichen solle.

## Neue TLDs
Im Zuge der Einführung neuer Top-Level-Domains hat die African Union offiziell die Bewerbung der Vergabestelle von .za-Domains um die Endung .africa unterstützt. Zwischen der Organisation und dem Konkurrenten DotConnectAfrica ist anschließend ein Streit über die Zulässigkeit dieser Empfehlung ausgebrochen. Außerdem haben die drei größten Städte des Landes – Johannesburg, Durban und Kapstadt – eigene generische Top-Level-Domains im Verlauf des Verfahrens beantragt, die ebenfalls durch die Vergabestelle von .za betrieben werden sollen.